# パティ・ペイジ
パティ・ペイジ（Patti Page、本名：Clara Ann Fowler、1927年11月8日 - 2013年1月1日）は、アメリカ合衆国の歌手。オクラホマ州 Claremore 出身（Muskogee とする資料もある）。
アメリカのスタンダード・ポップスを代表する女性歌手であり、1950年代に女性アーティストとして最も多くのレコード売り上げ枚数を記録した。ポピュラー音楽からカントリー・ミュージックへのクロスオーバーを果たした先駆者の1人でもあり、終生ステージに立ち続けた。

## 経歴

### 歌手デビューまで
クララ（後のパティ・ペイジ）は大家族の貧しい家に生まれた。父親は線路工夫として働き、母親と姉妹は綿花摘みをして生計を立てていた。後年彼女がテレビで語ったところによると一家は電気もなく暮らし、日が暮れると本を読むこともできなかったという。クララは18歳の時にオクラホマ州 Tulsa のラジオ局、KTUL の15分番組に歌手として出演するようになった。この番組のスポンサーがペイジ乳業であったために、クララはパティ・ペイジと名乗るようになった。
1946年、サックス奏者でバンドのマネージメントを手がけていたジャック・リール (Jack Rael) が一夜限りのライヴのため Tulsa を訪ねた際、たまたまラジオで耳にしたペイジの歌が気に入って、当時手がけていたジミー・ジョイ・バンドへの加入を持ちかけた。しかし結局は両者ともこのバンドを離れ、リールはペイジの個人マネージャーとなり、彼女の多くの録音で伴奏オーケストラのリーダーを務めた。

### プロ歌手として
1947年、ペイジは「Confess」という、他の歌手による返答のパートを含む歌を録音した（この歌はほかにドリス・デイとバディ・クラークによるデュエットのバージョンによっても知られる）。彼らには別の歌手を起用するだけの予算がなかったため、リールはペイジにこのパートも自身で歌うよう進言した。おそらくは一つのレコードにおいて二つのパートを歌うという目新しさも相俟って、この歌はチャートの20位に入るヒットを記録した。
当時のマーキュリー・レコードではミッチ・ミラー（Mitch Miller、後にコロムビア・レコードで同社を1950年代のポピュラー音楽における支配的な地位にまで押し上げた手腕でも知られる）がA&Rを務めていた。「Confess」の録音後、ペイジ（若しくはリール、或いはその両方か）は一人での多重唱というアイディアがすっかり気に入り、一曲全てを四重唱として歌いたいと申し出た。ミラーはこれに懐疑的だったとされるが最終的には許可し、ペイジ一人の四重唱によって録音された「With My Eyes Wide Open I'm Dreaming」は大ヒットとなり、彼女にとって初のミリオンセールスを記録した。メアリー・フォード (Mary Ford) やジェイン・タージー (Jane Turzy) もこの手法を用いていたことが知られるようになったが、ペイジこそは一つの楽曲（「Confess」において）で多重録音の手法を用いた最初の歌手である。彼女のいくつかのレコードでは "Vocal by Patti Page, Patti Page, and Patti Page" とクレジットされており、特に「With My Eyes Wide Open I'm Dreaming」には "The Patti Page Quartet" と表記されている。
ペイジが最初にヒット・チャートの1位を記録したのはボレロを翻案した「All My Love」だった。この曲は1950年に5週間にわたって1位の座にあった。彼女の最大のヒット曲は同じく1950年にリリースされた「テネシーワルツ」である。この曲は同年に13週間にわたって1位の座にあり、累計売上げ枚数は600万枚に達しビルボード誌のヒット・チャートで1950年代最大のヒットを記録した。
ペイジは1953年にボブ・メリル (Bob Merill) によるナンセンス・ソング、「(How Much Is) That Doggie in the Window?」で大ヒットを記録している。これはヴィクトリア期のイギリスで流行したヴォードヴィル風の笑劇に合わせて演じられるスタイルの歌を翻案したものである。ペイジはこれを1952年に録音し、ビルボード誌およびキャッシュボックス誌の1953年のチャートで1位を記録した。
彼女の楽曲にはロックンロールの前触れともいうべき強いビートの効いた作品も多く含まれている。「Mister and Mississippi」や「Detour」、「Cross Over the Bridge」などがそうした例である。

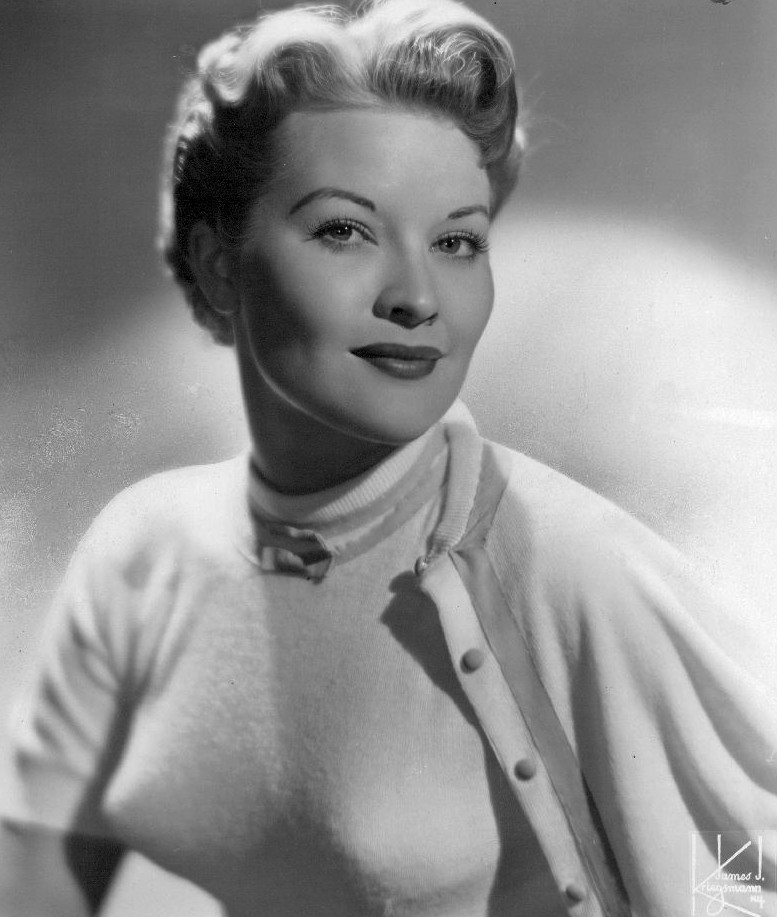
セーターガール と呼ばれたファションのペイジ（1955年）

1963年にペイジはマーキュリー・レコードを去り、コロムビア・レコードに移籍した。この年の5月に来日し東京と大阪で日本初コンサートを行った。コロムビア時代の1965年には現在のところ彼女にとって最後のトップ10ヒットとなっている『Hush, Hush, Sweet Charlotte』（同名の映画、邦題「ふるえて眠れ」のテーマ曲）を発表した。その後ペイジは1971年にマーキュリーに戻ったが、1973年には再びコロムビアに移籍して当時同社の傘下にあったエピック・レコードに録音した。

### その後の経歴
1974年から1975年までペイジは Avco Records に録音し、1981年には Plantation Records に録音した。彼女の最新のビルボード誌へのチャート・インは1982年にカントリー部門で80位に入った「My Man Friday」である。（ポピュラー部門では1968年に O.C.スミスのカバー曲である「Little Green Apples」でチャート・インしてのが最後、アダルト・コンテンポラリー部門では1971年の「Give Him Love」が最後である。）
ペイジは1983年までカントリー部門にチャート・インし続けた。この部門での彼女にとって最大のヒットは トム T. ホールとデュエットし1973年に14位に入った「Hello, We're Lonely」である。
1990年代にペイジは自身のレーベル、C.A.F. Records を設立した。1998年にはグラミー賞の最優秀スタンダード歌手賞を受賞した。
2007年にはヒット・パレードの殿堂に顕彰された。
彼女は晩年まで録音を続けており、2008年には Curb Records からアルバムを発表し、「Home Sweet Oklahoma」でVince Gill とのデュエットを果たしている。また毎週日曜日のラジオ番組『Music of Your Life』の司会を務めた。最後まで舞台に立ち続けた。
2013年1月1日、カリフォルニア州エンシニータスで死去。85歳没。
同、2月10日の第55回グラミー賞で、功労賞が贈られた。

## 私生活
ペイジは1956年に振付師の Charles O'Curran と結婚し、二人の子供をもうけたが1972年に離婚した。1990年には Jerry Filiciotto と結婚し、彼とともにニューハンプシャー州でメープルシロップの事業に従事した。

## 来日
1963年5月22日-24日　サンケイ・ホール5月26日　横浜文化体育館
1965年11月８日
1990年

## ディスコグラフィー
- パティ・ペイジ シングル ディスコグラフィー（英語版）（カバー曲他含む）
- パティ・ペイジ アルバム ディスコグラフィー（英語版）
- パティ・ペイジ楽曲リスト（英語版）
- テネシー・ワルツ（シングルB面:ロング・ロング・アゴー ）
- モッキン・バード・ヒル
- ユー・ビロング・トゥ・ミー
- 嘘は罪
- 酒とバラの日々
- ザット・オールド・フィーリング
- アワ・デイ・ウィル・カム
- サンタが街にやってくる
- 雨にぬれても
- ソー・イン・ラヴ
- この世の果てまで
- 君微笑めば
- 忘れられぬ君
- 冷たくしないで
- ジェントル・オン・マイ・マインド
- スタンド・バイ・ユア・マン
- 恋よ、さようなら

## フィルモグラフィー
- パティ・ペイジ・ショー（英語版） - スクリーン ジェムズ制作のテレビ番組
- エルマー・ガントリー/魅せられた男（シスター・レイチェル役で出演）